# Cyclocross-Weltmeisterschaften 1992
Die Cyclocross-Weltmeisterschaften 1992 wurden am 1. und 2. Februar in Leeds ausgetragen. Schauplatz war der Roundhay Park im Norden der Stadt.

## Ergebnisse

### Profis
| Platz | Land             | Sportler           |
| ----- | ---------------- | ------------------ |
| 1     | Deutschland      | Mike Kluge         |
| 2     | Tschechoslowakei | Karel Camrda       |
| 3     | Niederlande      | Adrie van der Poel |

### Amateure
| Platz | Land    | Sportler            |
| ----- | ------- | ------------------- |
| 1     | Italien | Daniele Pontoni     |
| 2     | Schweiz | Dieter Runkel       |
| 3     | Schweiz | Thomas Frischknecht |

### Junioren
| Platz | Land             | Sportler         |
| ----- | ---------------- | ---------------- |
| 1     | Großbritannien   | Roger Hammond    |
| 2     | Tschechoslowakei | Vojtěch Bachleda |
| 3     | Tschechoslowakei | Jan Faltýnek     |